# Watkins Glen
Watkins Glen település az USA New York államában, Schuyler megyében, melynek megyeszékhelye is. Lakosainak száma 1863 fő (2020. április 1.).

## Népesség
A település népességének változása:

| 2010 | 1 859 |
| 2020 | 1 863 |